# Route nationale chinoise 219
Pour les articles homonymes, voir Route 219.
La route nationale chinoise 219 (G219) est une route qui court le long de la frontière sud-ouest de la République populaire de Chine, depuis Kargilik (Yecheng), dans le Xinjiang jusqu'à Lhatsé, dans la région autonome du Tibet. Sa longueur totale est de 2 086 km. Sa construction a débuté en 1951 et a été achevée en 1957. Elle traverse la zone conflictuelle d'Aksai Chin, gérée administrativement par la République populaire de Chine mais aussi revendiquée par l'Inde, et sa construction a été l'un des éléments déclencheurs de la guerre sino-indienne de 1962.

## Histoire
La construction de la route est restée inconnue du gouvernement indien jusqu'à l'annonce officielle de son achèvement dans les journaux chinois en 1957. Une des raisons pour lesquelles l'Inde n'était pas au courant de cette route était qu'aucune patrouille frontalière indienne n'avait alors réussi à pénétrer dans la zone concernée. Après que l'ambassade indienne à Shanghai fit son rapport sur le sujet à New Delhi en septembre 1957, l'Inde décida d'envoyer 2 patrouilles sur place pour localiser la route. Cependant, à cause de l'hiver particulièrement rigoureux, les patrouilles ne quittèrent le district de Leh qu'en juillet 1958. La patrouille envoyée au sud de la route indiqua bien l'emplacement de celle-ci en octobre 1958, mais la patrouille envoyée au nord fut portée disparue.

## Description
Étant l'une des plus hautes routes du monde, le paysage du Xian de Rutog est également considéré comme l'un des endroits les plus inhospitaliers de la planète. Domar - une ville de blocs de béton et de tentes nomades - est l'un des avant-postes les plus sinistres et les plus éloignés de l'armée populaire de libération en bordure de l'Aksai Chin. À proximité de la ville de Mazar, de nombreux randonneurs et alpinistes bifurquent vers le massif du Karakoram et le camp de base du K2.
En approchant de la frontière du Xinjiang, après le dernier hameau tibétain de Tserang Daban, se dresse un col dangereux à 5 050 m d'altitude. Les nomades tibétains vivant dans les environs élèvent des yaks et des chameaux. En descendant la cordillère du Kunlun occidentale, la route traverse d'autres cols de 3 000 m et 4 000 m et le dernier col offre une vue magique sur le lointain désert du Taklamakan en dessous avant de descendre dans le bassin de la rivière Karakax.
La route passe à proximité du mont Kailash et des lacs Manasarovar et Pangong Tso.

## Itinéraire et distances

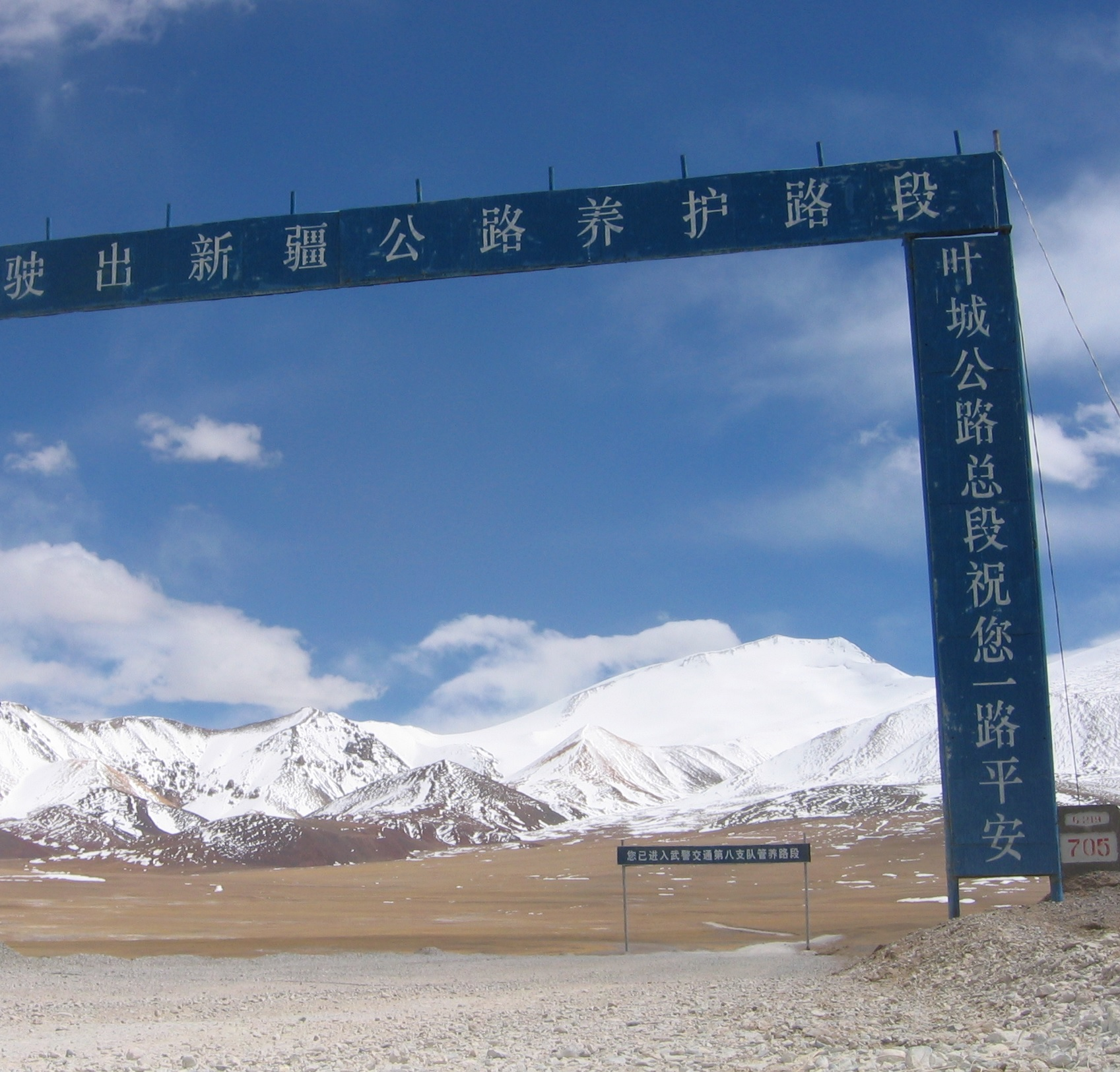
Frontière entre le Xinjiang et la Région Autonome du Tibet, dans la région disputée de l'Aksai Chin

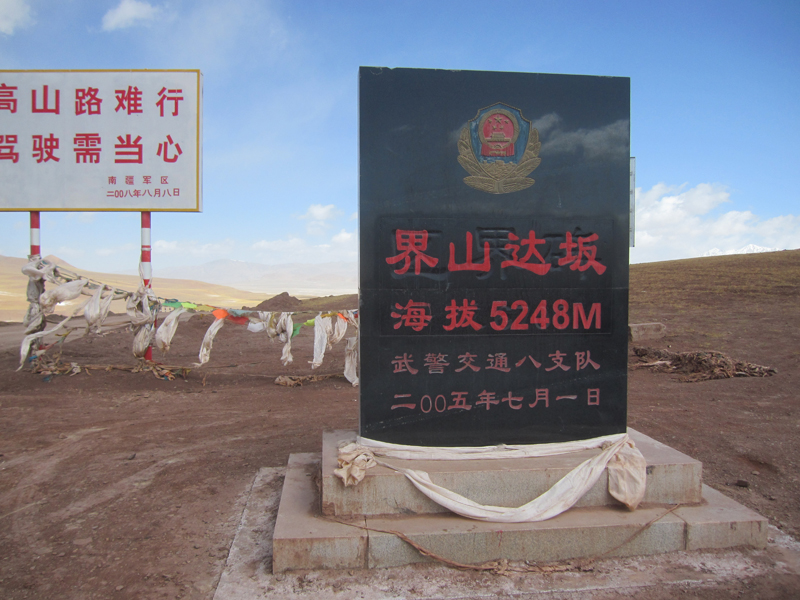
Stèle marquant le franchissement du col de Jieshan Daban sur la G219 dans le Xian de Rutog.

| Ville, région                                              | Distance en (km) |
| ---------------------------------------------------------- | ---------------- |
| Boxirekxiāng près de Kargilik, Xinjiang                    | 0                |
| Frontière entre la Région autonome du Tibet et le Xinjiang | 705              |
| Rutog, Tibet                                               | 936              |
| Gar, Tibet                                                 | 1063             |
| Zhongba, Tibet                                             | 1640             |
| Saga, Tibet                                                | 1794             |
| Ngamring, Tibet                                            | 2041             |
| Chawuxiāng près de Lhatsé, Tibet                           | 2086             |

### Sources bibliographiques
- (en) Gyurme Dorje (dir.), Footprint Tibet Handbook, Footprint Handbooks, 1999, 951 p. (ISBN 1-90094933-4 et 978-1900949330, présentation en ligne).